# Condição de energia
Em teorias clássicas de campo relativísticas da gravitação, particularmente na relatividade geral, uma condição de energia é um de vários critérios alternativos que podem ser aplicados para o teor de matéria da teoria, quando se é ou não possível ou desejável especificar este conteúdo explicitamente. O esperado é, então, que qualquer teoria da matéria razoável irá satisfazer esta condição, ou pelo menos vai preservar a condição se ela é satisfeita pelas condições de partida.
Na relatividade geral, condições de energia são muitas vezes utilizadas (e necessárias) em provas de vários teoremas importantes sobre buracos negros, como o teorema da calvície ou as leis da termodinâmica de buracos negros.

## Formulação matemática
Dentre as diversas condições de energia já usadas, as mais comuns são as seguintes:

### Condição de energia fraca
A condição de energia fraca estipula que qualquer vetor tipo-tempo {\displaystyle {\vec {X}},} a densidade de energia de qualquer distribuição de matéria, medida por qualquer observador no espaço-tempo, deve ser sempre não negativa, isto é,
{\displaystyle \rho =T_{ab}X^{a}X^{b}\geq 0.}

### Condição de energia nula
A condição de energia nula impõe que para qualquer vetor tipo-nulo {\displaystyle {\vec {k}}} dirigido para o futuro, temos
{\displaystyle \rho +p=T_{ab}k^{a}k^{b}\geq 0.}

### Condição de energia dominante
A condições de energia dominante afirma que, além da condição de energia fraca ser válida, é necessário que {\displaystyle T^{ab}X_{a}} seja tipo-tempo ou tipo-nulo, ou seja,
{\displaystyle T_{ab}{T^{b}}_{c}X^{a}X^{c}\leq 0.}
Isso implica que a massa-energia observada nunca pode fluir mais rápida do que a luz no vácuo.

### Condição de energia forte
A condição de energia forte estipula que para cada vetor tipo-tempo {\displaystyle {\vec {X}}} dirigido para o futuro, temos que
{\displaystyle \left(T_{ab}-{\frac {1}{2}}Tg_{ab}\right)X^{a}X^{b}\geq 0,}
onde {\displaystyle T={T^{c}}_{c}} é o traço do tensor de energia-momento.
Esta condição garante o caráter atrativo da matéria, por isso um modelo em que se permita a presença de energia escura impõe que essa condição deva ser violada. 

## Fluido perfeito

Implicações entre algumas condições de energia no caso de um fluido perfeito.

Considerando a assinatura da métrica como {\displaystyle (+,-,-,-)}, e o caso especial em que a fonte é um fluido perfeito, o tensor de energia-momento energia possui a seguinte forma:
{\displaystyle T^{ab}=\left(\rho +p\right)u^{a}u^{b}-pg^{ab},}
onde {\displaystyle u^{a}} é a quadrivelocidade do fluido, {\displaystyle \rho } é densidade de energia e {\displaystyle p} é a pressão. 
As condições de energia podem ser expressas como
- Condição de energia nula (null): {\displaystyle \rho +p\geq 0.}
- Condição de energia fraca (weak): {\displaystyle \rho \geq 0,\;\;\rho +p\geq 0.}
- Condição de energia dominante (dominant): {\displaystyle \rho \geq |p|.}
- Condição de energia forte (strong): {\displaystyle \rho +p\geq 0,\;\;\rho +3p\geq 0.}

Note que algumas dessas condições permitem pressões negativas.  